# Wilhelm Grabensee

Landstallmeister Wilhelm Grabensee

Wilhelm Hubert Grabensee (* 2. August 1841 in Büderich; † 16. April 1915 in Celle) war ein deutscher Veterinärmediziner und Hippologe. Von 1892 bis zu seinem Tod war er Landstallmeister in Celle.

## Leben und Wirken
Wilhelm Grabensee wurde als Sohn eines Lehrers in Büderich bei Neuss geboren. Ab Oktober 1863 studierte er Veterinärmedizin, Landwirtschaft und Naturwissenschaften an der Tierärztlichen Hochschule in Berlin. Er promovierte schließlich zum Dr. phil., da er sich vorübergehend mit dem Gedanken trug, eine Dozentenlaufbahn einzuschlagen.
Er arbeitete einige Jahre als Tierarzt in Hirschberg in Schlesien, bevor er zum 1. September 1869 eine Stellung als kommissarischer Gestütrossarzt am Hauptgestüt Trakehnen antrat. 1870 wurde er kommissarischer Gestütrossarzt am im Vorjahr gegründeten Hessischen Landgestüt Dillenburg, wo er 1872 eine Festanstellung erhielt. Er wechselte 1876 nach Graditz, wo er als Gestütrossarzt unter dem späteren Oberlandstallmeister Georg von Lehndorff wirkte.
Am 1. Dezember 1881 übernahm er die Leitung des Rheinischen Landgestüts Wickrath, zunächst in der Position des Gestütsvorstehers und ab 17. Juli 1882 als Gestütdirektor. In einer entschiedenen Abkehr von der Zucht warmblütiger Hengste baute Grabensee hier durch Ankauf von belgischen Kaltblütern einen einheitlichen Hengstbestand auf, der auf den belgischen Kaltbluttyp ausgerichtet war.
Grabensee schlug ein Angebot aus, in türkische Dienste einzutreten, und nahm zum 1. April 1892 die Stellung als Gestütdirektor des Landgestüts Celle ein. In dieser Funktion wirkte er, ab 1893 mit dem Titel Landstallmeister, bis zu seinem Tod. Durch seine Förderung der Hannoveraner Warmblutzucht entwickelte sich Celle unter seiner Leitung zum größten Landgestüt Preußens. Bis 1911 stieg der Bestand an Hengsten von 220 auf 350 und die Zahl der Stutenbedeckungen von 14.000 auf 22.000. Sein Zuchtkonzept „Adel mit Masse“' bildete die Grundlage der Hannoveraner-Zucht bis 1945. Zudem beaufsichtigte Grabensee die Errichtung umfassender Neubauten des Gestüts und begann mit der Durchführung von Hengstparaden.
In den Jahren 1903 und 1904 unternahm Grabensee Studienreisen, zuerst nach Frankreich, dann in die Vereinigten Staaten und nach Kanada.
Er war verheiratet mit Clara geb. Degebrodt (1851–1921). Der Ehe entstammte eine Tochter. Eine weitere Tochter starb 1887 im Alter von 14 Jahren, als Grabensee Gestütdirektor in Wickrath war.

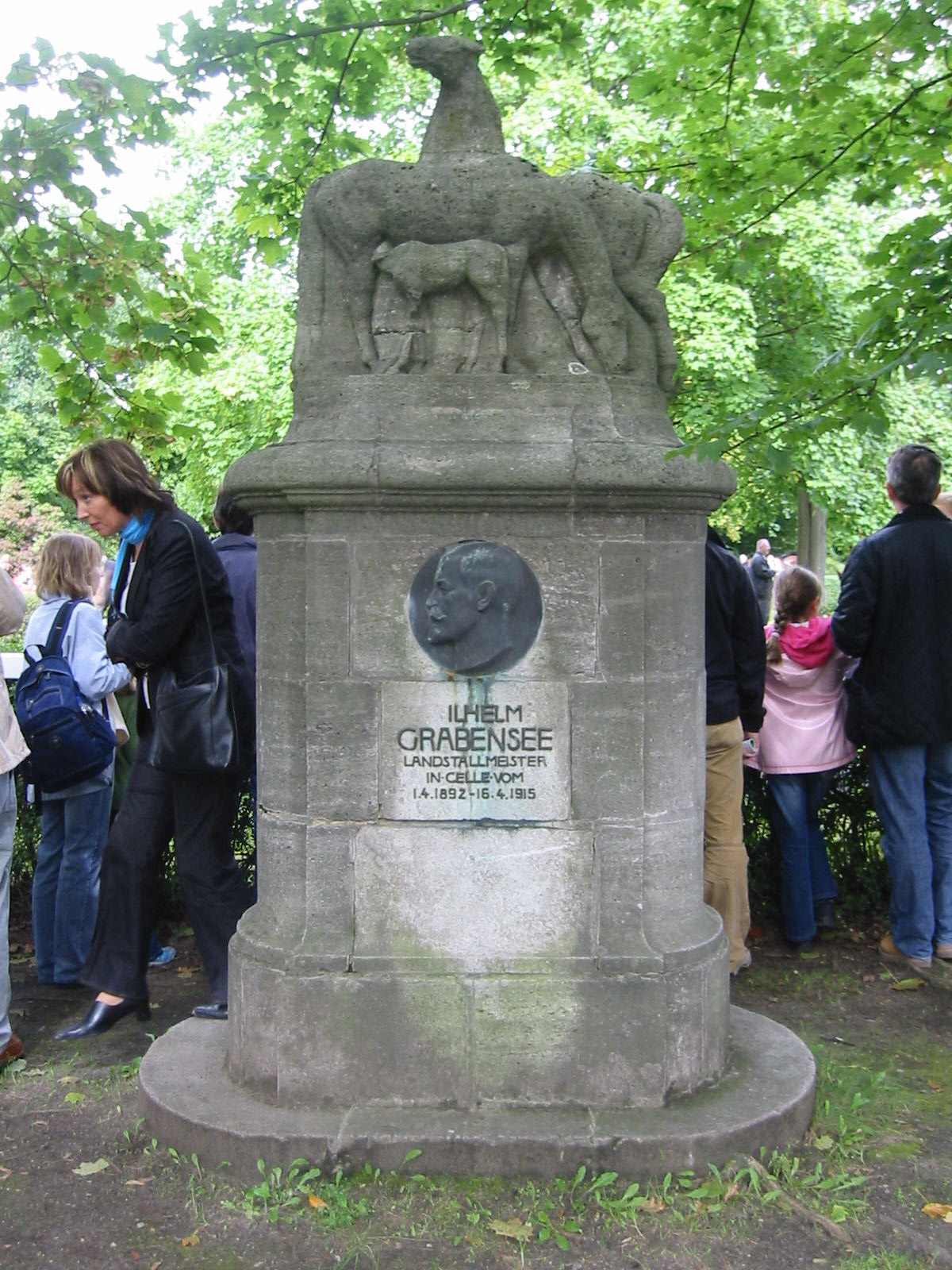
Denkmal für Wilhelm Grabensee auf der Galopprennbahn Neue Bult in Langenhagen

Wilhelm Grabensee starb 1915 nach kurzer Krankheit im Alter von 73 Jahren in Celle. Sein Grabmal ist erhalten und befindet sich auf dem Friedhof III der Jerusalems- und Neuen Kirche in Berlin-Kreuzberg.